# 20 знакових пісень за 20 років
20 знакових пісень за 20 років — спецпроєкт, організований Національною музичною премією YUNA. Було обрано 20 знакових, на думку 10 експертів, пісень, які вийшли у період з 1 січня 2000 року по 31 жовтня 2019 року. Результати були оголошені у січні 2020 року на офіційному сайті премії YUNA.

## Про проєкт
Проєкт мав на меті виділити основні музичні композиції українських виконавців у період з 1 січня 2000 року по 31 жовтня 2019 року.
За словами співзасновника премії YUNA, Павла Шилька, експерти мали вибрати композиції, які мали вагомий вплив на українську сцену та мали соціальний вплив.

## Список переможців
Спочатку було відібрано 80 композицій, з яких експерти обрали 20 переможців.
| Рік  | Виконавець                    | Назва композиції       | Альбом                | Посилання на Youtube |
| ---- | ----------------------------- | ---------------------- | --------------------- | -------------------- |
| 2003 | Скрябін за участю Ірини Білик | «Мовчати»              | «Натура»              | [ 4 ]                |
| 2003 | Тартак за участю Каті Chilly  | «Понад хмарами»        | «Система нервів»      | [ 5 ]                |
| 2004 | Ірина Білик                   | «Снег»                 | «Любовь. Яд»          | [ 6 ]                |
| 2004 | Софія Ротару                  | «Одна калина»          | «Небо — это я»        |                      |
| 2004 | Руслана                       | «Дикі танці»           | Wild Dances           | [ 7 ]                |
| 2005 | Океан Ельзи                   | «Без бою»              | Gloria                | [ 8 ]                |
| 2005 | Тіна Кароль                   | «Выше облаков»         | Show Me Your Love     | [ 9 ]                |
| 2006 | Олександр Пономарьов          | «Я люблю тільки тебе»  | «Я люблю тільки тебе» |                      |
| 2006 | Бумбокс                       | «Вахтерам»             | «Family Бізнес»       | [ 10 ]               |
| 2007 | Вєрка Сердючка                | «Dancing Lasha Tumbai» | Doremi Doredo         | [ 11 ]               |
| 2008 | Потап и Настя                 | «На раЁне»             | «Не люби мне мозги»   | [ 12 ]               |
| 2010 | Іван Дорн                     | «Стыцамэн»             | Co’n’dorn             | [ 13 ]               |
| 2012 | Світлана Лобода               | «40 градусов»          | Сингл без альбому     | [ 14 ]               |
| 2012 | The Hardkiss                  | «Make-Up»              | Stones and Honey      | [ 15 ]               |
| 2013 | Оля Полякова                  | «Шлёпки»               | «Шлёпали шлёпки»      | [ 16 ]               |
| 2014 | ONUKA                         | «Misto»                | Onuka                 | [ 17 ]               |
| 2015 | Время и Стекло                | «Имя 505»              | «Глубокий дом»        | [ 18 ]               |
| 2016 | Джамала                       | «1944»                 | 1944                  | [ 19 ]               |
| 2016 | MONATIK                       | «Кружит»               | «Звучит»              | [ 20 ]               |
| 2018 | Kazka                         | «Плакала»              | Karma                 | [ 21 ]               |

## Експерти
За словами організаторів, критерієм вибору експертів був досвід роботи з музичним процесом в Україні і він мав бути не менше ніж 15 років. До списку експертів увійшли:
| - Ігор Кондратюк — телевізійний ведучий, продюсер, шоумен. - Роман Давидов — програмний директор радіо «Країна ФМ». - Дмитро Феліксов — засновник і генеральний директор компанії VIRUS Music. - Тетяна Вітязь — заступник головного редактора журналу Viva! - Микола Миліневський — музичний оглядач сайту Vesti. | - Анна Свірідова — головний редактор радіо «П'ятниця» та Авторадіо. - Оксана Гончарук — культурний оглядач сайту Vesti. - Павло Шилько — співзасновник та генеральний продюсер премії YUNA. - Серж Гагарін — ведучий Радіо П'ятниця, продюсер премії YUNA. - Ігор Панасов — музичний оглядач, директор з розвитку премії YUNA. |